# Сан-Лука-а-Виа-Пренестина (титулярная церковь)
Титулярная церковь Сан-Лука-а-Виа-Пренестина (лат. Titulus Sancti Lucae ad viam Praenetinam) — титулярная церковь была создана Папой Павлом VI в 1969 году. Титул принадлежит приходской церкви Сан-Лука-а-Виа-Пренестина, расположенной во квартале Рима Пренестино-Лабикано, на ларго Сан-Лука-Эванджелиста.

## Список кардиналов-священников титулярной церкви Сан-Лука-а-Виа-Пренестина
- Антонио Пома — (30 апреля 1969 — 24 сентября 1985, до смерти);
  - вакансия (1985—1988);
- Жозе Фрейри Фалкан — (28 июня 1988 — 26 сентября 2021, до смерти);
- Луис Хосе Руэда Апарисио — (30 сентября 2023 — по настоящее время).